# Gleb Galperin
Gleb Sergeyevich Galperin (Moscou, 25 de maio de 1985) é um saltador russo. Especialista na plataforma, medalhista olímpica 

## Carreira
Gleb Galperin representou seu país nos Jogos Olímpicos de Verão de 2004 a 2012, na qual conquistou uma medalha de bronze, no trampolim sincronizado com Dmitriy Dobroskok e no individual em Pequim 2008. 